# Réserve de biosphère des Collines-Beaver
La réserve de biosphère de Beaver Hills (en anglais : Beaver Hills Biosphere Reserve, BHBR) est une réserve de biosphère située dans la province d'Alberta au Canada. Elle a été désignée par l'Unesco en 2016.

## Géographie
La réserve se situe à l'est de la capitale Edmonton. Elle se situe dans les forêts-parcs à trembles canadiennes de l'Alberta. Elle possède une surface totale de 159 560 ha.
La réserve englobe différentes aires protégées, notamment le parc national Elk Island, le sanctuaire d'oiseaux Ministik, et le parc provincial du lac Miquelon (en) dans son aire centrale, ainsi que les lacs Cooking et Miquelon. Elle comprend les municipalités de Strathcona, Leduc, Beaver, Lamont et Camrose ainsi que le village du patrimoine culturel ukrainien. La réserve possède également deux zones importantes pour la conservation des oiseaux.
L'étalement urbain due à la pression démographique de la capitale provinciale représente une menace pour la préservation des paysages de la réserve.

## Histoire
Le site a fait l'objet d'une réserve forestière dès 1892.
Le projet de réserve de biosphère est né avec la création du Beaver Hills Initiative en 2002.
La réserve de biosphère a été désignée le 19 mars 2016 concomitamment avec la réserve de biosphère Tsá Tué lors du 4e Congrès mondial des réserves de biosphère de l'Unesco qui s'est déroulé à Lima au Pérou.
La réserve est gérée depuis septembre 2019 par la Beaver Hills Biosphere Reserve Association.

## Population
La réserve possède une population de 12 000 habitants. Elle est notamment habitée par des premières nations, telles que Cris des plaines, Métis, Blackfoot, Obijwa des plaines et Sioux ainsi que des populations d'origine ukrainienne.

## Biodiversité
Les paysages de Beaver Hills sont essentiellement agricoles, avec la présence zones humides, de prairies et de forêts mixtes boréales.
En termes de richesse spécifique, 58 espèces de mammifères, 358 espèces d'oiseaux, 15 espèces de papillons, 5 espèces d'amphibiens et 3 espèces de reptiles ont été identifiées.

## Activités socio-économiques
Le territoire est essentiellement agricole. Des activités touristiques telles que la randonnée sont proposées,. Environ 365 000 visiteurs se rendent annuellement dans la réserve, en particulier durant la saison estivale. Il y a également la présence d'activités pétrolière et gazière.